# Al bistrot dopo mezzanotte - Un'antologia francese
Al Bistrot dopo Mezzanotte. Un'antologia francese (titolo originale Im Bistro nach Mitternacht – Ein Frankrein-Lesebuch) è una raccolta di articoli, lettere, racconti scritti tra il 1925 e il 1932 da Joseph Roth, pubblicata per la prima volta nel 1999. I vari scritti hanno come tema chiave la Francia e confermano l'importanza dell'autore e la posizione da lui occupata nella letteratura mitteleuropea.

## Storia
Amante dei viaggi, nel 1918, facendo parlare un suo personaggio, Heinrich P., decide “di guadagnarsi il pane quotidiano scrivendo”; inizia a viaggiare: è a Praga, va poi in Svizzera, sinché nel maggio del 1925, unitamente alla moglie Friedl, si reca in Francia, lui, ebreo, deluso per la situazione politico culturale della Germania, che già nei primi anni Venti lo aveva fatto sentire uno straniero.
La Francia piacque molto a Roth. Tanto che in una lettera ad un collega della Frankfurter Allgemeine Zeitung, per la quale Roth scrisse fino al 1933 molti articoli, diceva: “Mi preme dirLe personalmente che Parigi è la capitale del mondo”; e successivamente: "chi non è stato a Parigi è solo un mezzo uomo”.

## Il contenuto
Il libro si apre con un'introduzione chiarificatrice, intitolata "Al bistrot dopo mezzanotte. Joseph Roth in Francia" di Katharina Ochse, nella quale viene presentato l'intreccio tra la vita movimentata di Roth, i suoi innumerevoli viaggi, la situazione politica in Europa e la sua produzione letteraria, introducendo il lettore nell'interpretazione e nell'ambientazione dei vari libri.
Il libro contiene: racconti, lettere, articoli. In dettaglio:
a) - Sotto il titolo  "Al bistrot dopo mezzanotte" vi sono due racconti
- Come si festeggia una rivoluzione
- L'America sopra Parigi

Inizia poi una serie di racconti della sua esperienza francese:
b) - Nella voce "Nella Francia meridionale" sono comprese
- Lione
- Cinema all'arena
- Niente di nuovo... a Vienne
- Tournon
- Corrida domenicale
- Marsiglia
- Un barcaiolo
- Nizza
- Un cinema al porto

c) - Nella voce "Le città bianche" sono comprese
- Lione
- Vienne
- Tournon
- Avignone
- Les Baux
- Nimes e Arles
- Tarascona e Beaucaire
- Marsiglia
- Gli uomini, e poi:
- Lettera da Parigi
- Rapporto dal paradiso parigino
- Saint-Quentin, Péronne, la  Maisonnette
- Il signor trovatore
- La ”Renaissance latine”
- Venti minuti prima della guerra
- Libri di soldati

- Alcuni giorni a Deauville
- Emile Zola-scrittore senza scrivania
- Ebrei erranti: Parigi
- Domenica al museo delle cere
- Bambini di Parigi
- Onore ai tetti di Parigi!
- Il Francese sulla quercia di Odino
- Scambi di allievi
- Il poeta Paul Claudel
- Il mito dell'anima tedesca
- Sosta al cospetto della distruzione
- I figli dei proscritti
- Al bistrot dopo mezzanotte
- Vecchi Cosacchi
- Dal “Diario giallonero”

d) - Nella voce "Clemenceau" sono comprese
- Discorso funebre, scritto a mo' d'introduzione
- Il nemico storico
- Il balzo della tigre
- Il padre della guerra
- La frontiera
- Pace e ritirata

## Edizioni in italiano
- Joseph Roth, Al bistrot dopo mezzanotte: un'antologia francese, a cura di Katharina Ochse, Milano: Adelphi, 2009